# Kangarosa ludwigi
Kangarosa ludwigi Framenau, 2010 è un ragno appartenente alla famiglia Lycosidae.

## Etimologia
Il nome proprio della specie è in onore dell'aracnologo tedesco Ludwig Koch (1825-1908), che fra il 1865 e il 1878 ha descritto ben 43 specie di ragni in territorio australiano.

## Caratteristiche
L'olotipo maschile rinvenuto ha lunghezza totale è di 4,97mm; la lunghezza del cefalotorace è di 2,85mm, e la larghezza è di 2,12mm.
Il paratipo femminile rinvenuto ha lunghezza totale è di 7,90mm; la lunghezza del cefalotorace è di 3,71mm, e la larghezza è di 2,67mm.

## Distribuzione
La specie è stata reperita in Australia orientale: in svariate località del Queensland (via Maleny del Mary Cairncross Park; Amamoor Creek; Booloumba creek, appartenente al Conondale Range, ecc.) e del Nuovo Galles del Sud (sulla Cooperabung Range Road della foresta di Ballengarra; nei pressi della Tooloom Rest Area, appartenente alla foresta di Beaury; lungo l'Ewingar Creek, all'interno della foresta di Ewingar, ecc.).

## Tassonomia
Al 2017 non sono note sottospecie e dal 2010 non sono stati esaminati nuovi esemplari.